# PBAジャパン インビテーショナル
DHCカップ PBAジャパン インビテーショナル（英：DHC Cup PBA Japan Invitational ）は、全米プロボウラーズ協会（PBA)とジャパンボウリングプロモーション（JBP）主催、DHC特別協賛により、日本で開催されるボウリングの国際招待大会である。
PBA選手15名を含む26名の招待選手と、予選6名の、計32名の選手により、シングルス戦、ダブルス戦、ベーカー（4人チーム）戦、シングルショットエリミネーション戦が行われる。

## 概要
- 全米プロボウラーズ協会（PBA）は、2014年からPBA下部ツアーであるリージョナルツアーの日本地区を設けるにあたり、そのシーズンを締めくくる大会として、また、PBAのトップ選手と日本のプロ・アマ代表選手がぶつかり合う場として、PBA選手を招待した本大会を2015年から開催する予定である。そのため、招待選手にはリージョナルツアー日本地区のトップ選手の他、日本のプロ組織である日本プロボウリング協会（JPBA）、以下日本のアマ組織である全日本ボウリング協会（JBC）、日本ボウラーズ連盟（NBF）、全国実業団ボウリング連盟（ABBF）も含まれている。しかし、JPBAは本大会への承認および協力への回答がなく、日本のプロ選手（JPBA選手）は本大会に参加できない可能性がある（PBAは引き続きJPBA選手の予選への参加を要請する方針である）。[1]
- PBA招待選手15名の選出は、毎年11月にラスベガスで開催される、PBAの「ワールドシリーズ・オブ・ボウリング」全5大会のポイントランキング上位12名と、PBAの推薦選手3名である。[1]
- 試合はシングルス戦の他に、ダブルス戦、ベーカー（4人チーム）戦、シングルショットエリミネーション戦が行われる。シングルショットエリミネーション戦（イベント名「ラスト・マン・スタンディング」）とは、10名の選手が1ラウンドに1投だけ投球し、その中で一番倒したピン数が少ない選手が脱落、このラウンドを最後の1人になるまで繰り返すことで、優勝者を決定する対戦方式である（本大会では、シングルス戦のTV決勝進出者を除くアメリカ合衆国国外選手ベスト5と同じく日本人選手ベスト5の計10名）。PBAリーグのワイルドカード決定戦で採用されている対戦方式である。[1]
- 本大会はPBAツアーとして開催される。2015年大会はPBAツアー2015シーズンの開幕戦となる。

## 大会結果・予定
| 回 | 開催期間                      | 開催地                                | 優勝選手・チーム | 優勝選手・チーム                        | 優勝選手・チーム                                                      | 優勝選手・チーム |
| 回 | 開催期間                      | 開催地                                | シングルス       | ダブルス                                | ベーカー                                                              | シングルショット |
| -- | ----------------------------- | ------------------------------------- | ---------------- | --------------------------------------- | --------------------------------------------------------------------- | ---------------- |
| 1  | 2015年1月15日-18日 ―大会詳細― | 品川プリンスホテル ボウリングセンター | クリス・バーンズ | ヤン・ヒョンギュ ジェイソン・ベルモンテ | マイク・フェーガン ショーン・ラッシュ ドム・バレット クリス・バーンズ |                  |
| 1  | 2015年1月15日-18日 ―大会詳細― | 東京ポートボウル                      | クリス・バーンズ | ヤン・ヒョンギュ ジェイソン・ベルモンテ | マイク・フェーガン ショーン・ラッシュ ドム・バレット クリス・バーンズ |                  |
| 2  | 2016年1月                     | 品川プリンスホテル ボウリングセンター |                  |                                         |                                                                       |                  |
| 2  | 2016年1月                     | 東京ポートボウル                      |                  |                                         |                                                                       |                  |
| 3  | 2017年1月                     | 弁天町グランドボウル                  |                  |                                         |                                                                       |                  |
| 3  | 2017年1月                     |                                       |                  |                                         |                                                                       |                  |
| 4  | 2018年1月                     | 東京ポートボウル                      |                  |                                         |                                                                       |                  |
| 4  | 2018年1月                     |                                       |                  |                                         |                                                                       |                  |
| 5  | 2019年1月（予定）             | 東京ポートボウル                      |                  |                                         |                                                                       |                  |
| 5  | 2019年1月（予定）             |                                       |                  |                                         |                                                                       |                  |